# Бенжамен Пере
Бенжамѐн Перѐ (на френски: Benjamin Péret) е френски поет, една от основните фигури в групата на сюрреалистите.

## Биография
Бенжамен Пере е роден на 4 юли 1899 година в Рьозе, днес в регион Пеи дьо ла Лоар. Като дете не получава добро образование поради собственото си нежелание, известно време посещава училище по изкуство, но през 1913 година се отказва и от него. Учи за кратко в училище за промишлен дизайн, но скоро се записва като доброволец в армията, за да избегне затвор за хулиганство.
Като доброволец през Първата световна война Пере за известно време воюва на Солунския фронт. През този период случайно попада на публикация на Гийом Аполинер, която предизвиква интереса му към поезията. Към края на войната заболява от дизентерия и е върнат в Лорен, където остава до примирието.
След войната Бенжамен Пере се сближава с дадаистите и през 1921 година издава първата си стихосбирка „Le Passager du transtlantique“. Малко по-късно става последовател на Андре Бретон и зараждащото се движение на сюрреалистите. През есента на 1924 година е редактор, а от следващата година - главен редактор на списание „Революсион сюрреалист“. През 1928 година издава стихосбирката „Le Grand Jeu“.
През 1928 година Пере се жени за бразилската певица Елси Хюстън и през следващата година двамата заминават за Рио де Жанейро. Две години по-късно, малко след раждането на сина му Гейзер, е арестуван и екстрадиран от страната като комунистически агитатор, след като основава с шурея си Марио Педроза троцкистката Бразилска комунистическа лига.
След престой във Франция, Бенжамен Пере участва в Испанската гражданска война на страната на републиканците. През 1940 година е арестуван във Франция за участие в комунистическа група, след което заминава за Мексико, за да изучава местния фолклор и митология. Първоначалното му намерение е да отиде в Съединените щати, но не е допуснат в страната, заради комунистическото си минало.
Пере се установява в град Мексико, където живее с испанската художничка Ремедиос Варо и е близък с имигрантската общност около австрийския художник Волфганг Пален. Особено влияние му оказва голямата колекция на Пален от тотемно изкуство от северозападна Британска Колумбия. През 1943 година той завършва пространно есе за нуждата от поетически митове с примери от митологията и изкуството на Британска Колумбия. При престоя си в Мексико се запознава с Наталия Седова, вдовицата на Лев Троцки. През 1947 година се връща в Париж.
Бенжамен Пере умира на 18 септември 1959 година в Париж.

## Произведения
- 1921: Le Passager du transatlantique
- 1925: Cent cinquante-deux proverbes mis au goût du jour, en collaboration avec Paul Éluard
- 1927: Dormir, dormir dans les pierres
- 1928: Le Grand Jeu
- 1934: De derrière les fagots
- 1936: Je sublime
- 1936: Je ne mange pas de ce pain-là
- 1945: Le Déshonneur des poètes
- 1945: Dernier Malheur dernière chance
- 1946: Un point c’est tout
- 1952: Air mexicain
- 1955: Le Livre de Chilam Balam de Chumayel
- 1956: Anthologie de l’amour sublime
- 1957: Gigot, sa vie, son œuvre
- 1960: Anthologie des mythes, légendes et contes populaires d’Amérique